# Mali világörökségi helyszínei
Mali területéről eddig négy helyszín került fel a világörökségi listára, tizenöt további helyszín a javaslati listán várakozik a felvételre.
Az országban uralkodó zavaros politikai helyzet miatt először 2012-ben két helyszín, Timbuktu és Aszkia síremléke később, 2016-ban Dzsenné óvárosa is felkerült a Veszélyeztetett világörökségi helyszínek listájára.
| | Dzsenné óvárosa |
| 1988 |                 |
| A veszélyeztetett világörökségi helyszínek listájára került: 2016 |                 |
| Kulturális (III)(IV) |                 |
| Hivatkozás: 116 |                 |
| A Niger folyó és egyik fő mellékfolyója a Bani között elhelyezkedő Dzsenné a torkolatvidéken élt iszlám előtti civilizációk egyik tanúja. A körülbelül i. e. 250 óta lakott település évszázadokon át szoros kereskedelmi kapcsolatban állt a vízi úton megközelíthető Timbuktuval, valamint a Szaharán keresztül folytatott gyapot, arany és rabszolga-kereskedelem egyik központja volt. A 15. században a Szongai Birodalom fennhatósága alá került, de ekkor is megőrizte befolyását és ezután is fejlődni tudott. A 15. és a 16. században fontos szerepet játszott a muszlim vallás terjesztésében. A település hagyományos házaiból mintegy kétezer ma is áll, ezeket alacsony dombokra építették, hogy védekezzenek a folyó áradásaitól. Dzsenné építészete marokkói hatásokat mutat, fő jellegzetessége a függőleges irányban való terjeszkedés. A települést több mint 2 kilométer hosszú agyagfallal vették körbe amelyet lőréses oromzatokkal és kapukkal tagoltak. A régebbi kerületekben 16-19. századi lapos tetejű kereskedő- és kézművesházak állnak. A híres nagymecsetet, ami a széles sugárúttal kettéválasztott város emblematikus építménye, a 19. században lebontották, de a 20. század elején hagyományos szudáni Száhel vályogtégla-stílusban újjáépítették. |                 |

| | Timbuktu |
| 1988 |          |
| A veszélyeztetett világörökségi helyszínek listájára került: 2012 |          |
| Kulturális (II)(IV)(V) |          |
| Hivatkozás: 119 |          |
| A Szahara déli peremén elhelyezkedő, a híres iszlám Szankoré Egyetemnek otthont adó Timbuktu a Mali Birodalom 1330-körül kezdődő virágkorában Nyugat-Afrika egyik vezető kereskedelmi és kulturális központja volt. A hagyomány szerint az 5. században alapította egy tuareg csoport, akik egy átmeneti táborhelyet hoztak létre a területen. 1468 után a Szongai Birodalom, 1591-től marokkói fennhatósága alá került, később tuaregek lakták, majd 1984-ben franciák szállták meg. A városba Afrika különböző részéből érkeztek tudósok, számos iskolájában a becslések szerint 25 000 diák is tanulhatott. A városképet tömbszerű agyagépületek határozzák meg. A világörökségi helyszínhez három mecset, tizenhat mauzóleum, illetve temető tartozik. A három nagy mecset, a Djingareyben, a Szankoré és a Szidi Jahia a város történetének lenyűgöző emlékei, közülük is kiemelkedik a csaknem teljesen agyagból épült Djingareyben-mecset. A Szidi Jahia-mecset a térség legkisebb vallásos jellegű épülete. A középkori egyetem a város északi részén helyezkedik el, a szintén ebben a városrészben álló Szankoré-mecset jellegzetességei a piramis alakú, agyagból és fából emelt minaretjei. |          |

| | Bandiagara szirtjei (A dogonok földje) |
| 1989 |                                        |
| Vegyes (V)(VII) |                                        |
| Védett terület: 327 390 ha, hivatkozás: 516 |                                        |
| A Bandiagara területe sziklák és homokos fennsíkok kombinációja, a dogon kultúra egyik központja. A világörökségi helyszínhez a sziklafalak alatt elterülő síkságok is hozzátartoznak 250 dogon faluval és a környéken élő szogon közösség településeivel. A dogonok a 15 - 16. században népesítették be a területet, jelenlétükről lapos tetejű kunyhóik, közösségi épületeik, magtáraik és sziklatemetőik tanúskodnak. Épületeiket vallási és mitológiai megfontolások alapján emelik. Hagyományaikra a maszkok használata, az ősök és egyes állatok, mint például a rókák és sakálok tisztelete, a bonyolult rituálék és ceremóniák jellemzőek. Kultúrájukban fontos szerepet játszik az ünnepek és szertartások alatt viselt maszkok készítése is. Leglátványosabb településeik meredek sziklákon helyezkednek el négyszögletes vályogkunyhókkal és magtárakkal. A férfiaknak és a nőknek külön magtárakat emelnek, ahol az élelem mellett értékeiket tárolják. Jellemző épülettípus ezen kívül a kerek tornyokkal ellátott Binu-szentély és a Toguna, a felnőtt dogon férfiak találkozóhelye. |                                        |

| | Aszkia síremléke |
| 2004 |                  |
| A veszélyeztetett világörökségi helyszínek listájára került: 2012 |                  |
| Kulturális (II)(III)(IV) |                  |
| Védett terület: 4,24 ha, puffer zóna: 82,7 ha, hivatkozás: 1139 |                  |
| Aszkia 17 méter magas, piramis szerkezetű sírját 1495-ben Aszkia Muhammad szongai uralkodó részére építették Mali északkeleti részén, a birodalom fővárosában, Gaóban. A településen ez az egyetlen fennmaradt emlék a Szongai Birodalom korából, ami kisebb megszakításokkal a 7. századtól a 16. századig állt fenn. A sír építtetője az Aszkia-dinasztia megalapítója, Aszkia Muhammad eredetileg az 1464-től 1492-ig uralkodó Szunni Ali hadvezére volt, akinek halála után Aszkia Muhammad magához ragadta a hatalmat. Aszkia az uralkodása alatt államvallássá tette az iszlámot. A birodalom a 15. és a 16. században élte virágkorát, ekkor a Marokkóval, Arábiával, Indiával és Kínával folytatott kereskedelem hasznából jelentős vagyonokat halmoztak fel. A sír a Száhel-övezetre jellemző agyagépítészet egyik kiemelkedő példája. Piramis alakja az egyiptomi piramisokat utánozza. A hagyomány szerint az uralkodó járt Egyiptomban, ahol lenyűgözték az ókorban emelt piramisok, ezért készíttetett magának is hasonló alakú síremléket. |                  |

## Javasolt helyszínek
| Név                                            | Kép | Típus      | Kritérium | Év   | Hiv. |
| ---------------------------------------------- | --- | ---------- | --------- | ---- | ---- |
| A Kankou Moussa mecset helye Gaóban            |     | vegyes     | II, IV    | 2021 |      |
| Manden történelmi helyszínei és kultúrtájai    |     | vegyes     | II, IV, X | 2018 |      |
| Bamakói székesegyház                           |     | kulturális | II, IV    | 2017 |      |
| Mandiakuy-i templom                            |     | kulturális | II, IV    | 2017 |      |
| Gourma elefánt biodiverzitás rezervátum        |     | természeti | VIII, X   | 2017 |      |
| A Niger-folyó medencéje                        |     | természeti | VIII, X   | 2017 |      |
| A Bafing Makana Park biodiverzitási rezervátum |     | természeti | VIII, X   | 2016 |      |
| Magui-tó                                       |     | természeti | VIII, X   | 2016 |      |
| Hamdallahi történelmi városa                   |     | kulturális | I, VI     | 2009 |      |
| Médine-i erőd                                  |     | kulturális | III, IV   | 2009 |      |
| Nionói nagymecset                              |     | kulturális | III, IV   | 2009 |      |
| Komoguel mecsete                               |     | kulturális | III, IV   | 2009 |      |
| Sikasso Tata                                   |     | kulturális | I, II, VI | 2009 |      |
| Baoulé védett terület                          |     | kulturális | II, IV    | 1999 |      |
| Es-Souk                                        |     | kulturális | II, IV    | 1999 |      |